# Cratichneumon suadus
Cratichneumon suadus är en stekelart som först beskrevs av Cresson 1877.  Cratichneumon suadus ingår i släktet Cratichneumon och familjen brokparasitsteklar. Inga underarter finns listade i Catalogue of Life.